# Cao Huy Đỉnh
Giáo sư Cao Huy Đỉnh (31 tháng 12 năm 1927 – 3 tháng 4 năm1975) là nhà nghiên cứu văn hóa dân gian Việt Nam, được  trao tặng Giải thưởng Hồ Chí Minh về Văn học Nghệ thuật (năm 1996).

## Tiểu sử
Cao Huy Đỉnh sinh ngày 31 tháng 12 năm 1927 tại làng Thịnh Mỹ, xã Diễn Thịnh, huyện Diễn Châu, Nghệ An. Ông là sinh viên khóa I khoa Ngữ văn Trường Đại học Sư phạm Hà Nội, sau đó được cử đi học hai năm ở Ấn Độ. Từ 1947 đến 1949 ông là Hiệu trưởng trường tiểu học, Diễn Châu, Nghệ An. Từ 1950 đến 1952 ông công tác tại Trường thiếu sinh quân Liên khu 4, là giáo viên dạy văn học và chính trị. Từ 1952 đến 1954 ông là giáo viên trường cấp II, cấp III Hà Tĩnh. Từ 1956 đến 1957 ông là trợ lý giảng dạy Trường Đại học Sư phạm Hà Nội. Từ năm 1959, ông công tác tại Viện Văn học, lần lượt đảm nhiệm các chức vụ nghiên cứu viên, Trưởng phòng Văn học nước ngoài (1959-1965), Trưởng phòng văn học dân gian (1965-1973). Năm 1973, ông là Trưởng ban Ban nghiên cứu Đông - Nam Á, tiền thân của Viện nghiên cứu Đông Nam Á thuộc Ủy ban Khoa học xã hội Việt Nam (nay là Viện Khoa học Xã hội Việt Nam).
Ông từng tham gia sáng lập Hội Văn nghệ dân gian Việt Nam và được bầu làm Phó Tổng thư ký Hội.
Ngày 3 tháng 4 năm 1975, ông mất do mắc bệnh hiểm nghèo, giữa lúc tài năng đang độ chín.
Ngày 10 tháng 9 năm 1996, ông được Nhà nước truy tặng Giải thưởng Hồ Chí Minh với bộ ba công trình Tìm hiểu thần thoại Ấn Độ (1964), Người anh hùng làng Dóng (1969), Tìm hiểu tiến trình văn học dân gian Việt Nam (1974).

## Tác phẩm

### In riêng
- Tìm hiểu thần thoại Ấn Độ (1964)
- Người anh hùng làng Gióng (1969).
- Tìm hiểu tiến trình văn học dân gian Việt Nam (1974).

### In chung
- Thơ R.Tago (cùng dịch với La Côn, 1961).
- Sơkuntơla (dịch, kịch Ấn Độ, 1961)
- Mahabharata (sử thi Ấn Độ,): Đồng dịch giả với Phạm Thủy Ba (1979).
- Văn hóa Ấn Độ (1993)
- Truyện cổ Ấn Độ (dịch, 1996)
- Phương pháp sưu tầm văn học dân gian ở nông thôn {Đồng tác giả với Nguyễn Đổng Chi, Đặng Nghiêm Vạn} ((1969)).
- Truyện cổ dân gian Ấn Độ: Đồng dịch giả (1996).
- Tập truyện ngắn hiện đại Ấn Độ của Pơrem Chân đơ (cùng dịch với Bùi Phụng).

## Đời tư
Mẹ Cao Huy Đỉnh, bà Cao Thị Chín (1903 – 1957), là con thứ 12 của Thượng thư Cao Xuân Tiếu và bà Tôn Nữ Thị Lài. Cha ông là Cao Huy Phương (1904 – 1968), là cao thủ cờ tướng, từng ra Hà Nội thi đấu và giành giải quán quân. Ông gọi giáo sư Cao Xuân Huy là chú, giáo sư Cao Xuân Huy là con cùng bố khác mẹ với mẹ ông.